# Mahona
Mahona is een nagar panchayat (plaats) in het district Lucknow van de Indiase staat Uttar Pradesh. 

## Demografie
Volgens de Indiase volkstelling van 2001 wonen er 6.967 mensen in Mahona, waarvan 53% mannelijk en 47% vrouwelijk is. De plaats heeft een alfabetiseringsgraad van 35%. 